# Branko Grünbaum

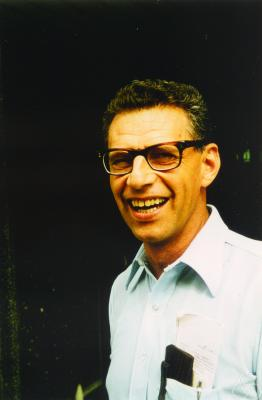
Branko Grünbaum (1975)

Branko Grünbaum (* 2. Oktober 1929 in Osijek in Kroatien; † 14. September 2018 in Seattle, Washington) war ein israelischer Mathematiker jugoslawischer Abstammung, der sich mit Diskreter Geometrie beschäftigt hat.

## Leben
Grünbaum begann 1948 das Studium der Mathematik an der Universität Zagreb und emigrierte 1949 nach Israel. Er wurde 1957 an der Hebrew University in Jerusalem bei Aryeh Dvoretzky promoviert (On some properties of Minkowski spaces) und war danach zwei Jahre am Institute for Advanced Study (1958–1960). 1961 war er an der Hebrew University, 1965 Gastprofessor an der University of Michigan und ab 1966 Professor an der University of Washington in Seattle, wo er bis zu seinem Tod im September 2018 Professor Emeritus war.
Grünbaum beschäftigte sich unter anderem mit Parkettierungen in der Ebene und im Raum, Polyedern, Hyperflächen-Arrangements und verallgemeinerten Venn-Diagrammen.
2005 erhielt er den Leroy P. Steele Prize für sein Buch über Polyeder, das zur grundlegenden Quelle für Forscher auf diesem Gebiet wurde (ein Nachfolger der Bücher von H. S. M. Coxeter). Er war Fellow der American Mathematical Society und der J.-S.-Guggenheim-Stiftung.
Einer seiner Schüler, der US-amerikanische Mathematiker Gordan Williams, hat einen Nachruf veröffentlicht, den man auch als Kurzbiographie und persönliche Charakterisierung Grünbaums lesen kann.

## Schriften
- mit Volker Kaibel, Victor Klee, Günter M. Ziegler: Convex Polytopes. 2. Auflage, Springer 2003, ISBN 0-387-00424-6 (zuerst von Grünbaum 1967).[5]
- mit Geoffrey Colin Shephard: Tilings and Patterns. W.H.Freeman, 1987, ISBN 0-7167-1193-1.
- Grünbaum, Shephard: Tilings with congruent tiles. Bulletin AMS, 1980.
- Grünbaum: What symmetry groups are present in the Alhambra? Notices AMS 2006, PDF-Datei.
- Grünbaum: Configurations of points and lines, American Mathematical Society 2009